# Sociedade Esportiva Kindermann
Maillots
Actualités
Le Sociedade Esportiva Kindermann est un club brésilien de football fondé en 1975 dans la ville de Caçador dans l'État de Santa Catarina. Le club est surtout connu pour la qualité de son équipe féminine vainqueur en 2015 de la Coupe du Brésil féminine de football

## Histoire
Le club de Kindermann participe au championnat de Santa Catarina depuis 1995 et à la Coupe du Brésil qu'il remporte en 2015. En 2008, Kindermann est demi-finaliste de la Coupe du Brésil. C'est Santos, futur vainqueur de l'épreuve, qui l'élimine alors.
En 2016 Kindermann arrête toutes ses activités sportives à la suite de l'assassinat de l'entraîneur Josué Henrique Kaercher le 11 décembre 2015. L'entraineur, alors âgé de 35 ans, est abattu dans un hôtel de Caçador par un ancien membre de l'encadrement de l'équipe de futsal. Le meurtrier, alcoolisé, avait également l'intention d'assassiner les autres membres du club présents pour venger son renvoi quelques jours plus tôt. Le club reprend la compétition que pour la saison 2017.
Kindermann dispute le championnat du Brésil féminin de football 2017 et se hisse en quart de finale de l'épreuve.

## Palmarès
- Coupe du Brésil
  - Vainqueur en 2015